# گربراند باکر (رمان‌نویس)
نباید با گربراند باکر (پزشک) اشتباه گرفته شود.
گربراند باکر (به انگلیسی: Gerbrand Bakker) زاده ۲۸ آوریل ۱۹۶۲ نویسنده‌ای هلندی است. او اولین نویسنده هلندی بود که در ۱۷ ژوئن ۲۰۱۰ برنده جایزه ایمپک دوبلین برای رمان «دوقلو» که ترجمه انگلیسی رمان «طبقه بالا ساکت است» شد. همچنین ایشان برنده جایزه مستقل ادبیات داستانی خارجی برای ترجمهٔ انگلیسی رمان «مسیر انحرافی» است.
توضیح: نوشته‌های ایشان به زبان هلندی بوده و جوایز مربوط به نسخ انگلیسی رمان‌های ایشان، که ترجمه‌هایی از دیوید کولمر است، می‌باشد.

## زندگی‌نامه
بارکر یک باغبان حرفه ای است؛ که مجوز باغبانی خود را در سال ۲۰۰۶ به‌دست آورده‌است. او بر این باور است، که نوشتن و باغبانی با هم سازگارند. باکر در زمستان‌ها به عنوان مربی اسکیت کار می‌کند. او قبلاً برای تلویزیون هلند، درج زیرنویس می‌کرده‌است؛ به ویژه در سریال آمریکایی «جسور و زیبا».
باکر گفته‌است: «آنها غرغر می‌کنند و باز هم غرغر می‌کنند، اما شما فقط هفت ثانیه برای زیرنویس روی صفحه وقت دارید. این چیزی است که جسور و زیبا به من آموخت. من یادگرفتم که بقیه چیزها را کنار بگذارم.»
دریا، دریا، اتاق زیبا خالی است، وینی پو و باد در بید. او از پرواز بیزار است.

## نوشته‌ها
«طبقه بالا ساکت است» و «مسیر انحرافی» با ترجمه انگلیسی، نوشته باکر موجود است. از دیگر آثار باکر می‌توان به «فرهنگ لغت کودکان» و «درختان گلابی سفید شکوفه داد» که رمانی برای جوانان بالغ است؛ اشاره کرد.

### دوقلو
برای مقاله اصلی به دوقلو (رمان) مراجعه شود.
در سال ۲۰۰۲، باکر که برای تعطیلات در جزیره کُرس، و در میان کوه‌ها پیاده‌روی می‌کرد؛ برای اولین بار به فکر نوشتن «دوقلو» افتاد. او در مورد پسری فکر کرد که ممکن است «کاری وحشتناک با پدرش انجام دهد» اما زمانی که این ایده بیشتر از این پیشرفت نکرد، ناامید شد؛ تا اینکه یک روز تصادفاً شروع به نوشتن کرد. «طبقه بالا ساکت است» که نام هلندی کتاب است، در سال ۲۰۰۶ منتشر شد و ترجمه انگلیسی آن با عنوان «دوقلو» در سال ۲۰۰۸ منتشر شد.
کتابخانه‌های آمستردام، لاهه، اوترخت و آیندهوون همگی «دوقلو» را برای جایزه ایمپک دوبلین نامزد کردند؛ و ایشان نفیس‌ترین جایزه ادبی انفرادی جهان، با جایزه یکصد هزار یورویی را به‌دست‌آورد. «دوقلو» ۱۵۵ عنوان از بیش از ۴۰ کشور را شکست داد. داوران گفتند که نوشته‌های او «شگفت‌انگیز: محدود و واضح» است و باکر «در گفت‌وگو عالی است». باکر از نیاز به «استراحت» صحبت کرد. وقتی او به عنوان برنده اعلام شد، گفت: «این فوق‌العاده است». او تصمیم گرفت که سخنرانی نکند، و به جای آن آهنگ «خورشید کجاست» (آهنگ هلندی در مسابقه آواز یوروویژن ۱۹۹۴) را پخش کرد. دیوید کولمر این کتاب را از هلندی به زبان انگلیسی ترجمه کرد و ۲۵۰۰۰ یورو از جایزه را برای تلاش‌های خود دریافت کرد. باکر گفت که قصد دارد با پول خود یک اسب خاکستری هلندی بخرد زیرا «فقط این جانوران بزرگ را دوست دارد».
رمان «طبقه بالا ساکت است» در سال ۲۰۱۳ توسط نانوک لئوپولد برای فیلمی به همین نام اقتباس شد؛ و در شصت و سومین جشنواره بین‌المللی فیلم برلین به نمایش درآمد.

### ژوئن
ژوئن دومین رمان بزرگسالان باکر است؛ که در سال ۲۰۰۹ به زبان هلندی منتشر شد. این رمان توسط دیوید کولمر ترجمه و در سال ۲۰۱۵ به زبان انگلیسی منتشر شد.

### مسیر انحرافی
سومین رمان بزرگسالان باکر در اکتبر ۲۰۱۰ منتشر شد و بعداً توسط دیوید کولمر به انگلیسی ترجمه شد. این رمان دربارهٔ جستجوی خود، ابراز وجود و ماهیت درد، که توسط یک زن هلندی میانسال روایت می‌شود که از شوهر خود فرار کرده و در خلوت روستای ولز زندگی می‌کند. این رمان برنده جایزه مستقل ادبیات داستانی خارجی ۲۰۱۳ شد. به گفته باکر، «مسیرانحرافی» از دوران افسردگی شدید در زندگی او به وجود آمد. باکر می‌گوید: "من به‌طور غریزی می‌نویسم. چیزی می‌خواهد! بیرون بیاید. فقط اکنون می‌بینم که این کتاب به طرز وحشتناکی دربارهٔ خودم است. من از پشت ذهنم می‌نویسم. من نمی‌بینم که دارم چه کار می‌کنم.